# Medicina expedicionaria
La medicina expedicionaria es un campo de la medicina que requiere un enfoque interdisciplinario en brindar apoyo médico integral a una expedición, generalmente en áreas médicamente austeras o aisladas. La medicina expedicionaria proporciona el bienestar físico y psicológico de los miembros de la expedición antes, durante, y después de una expedición. La medicina expedicionaria se puede practicar en apoyo de expediciones comerciales, organizaciones no gubernamentales (ONG), y gubernamentales.  Algunos grupos médicos consideran la medicina expedicionaria como un campo dentro de la medicina en zonas agrestes, mientras que otros la consideran una disciplina separada.

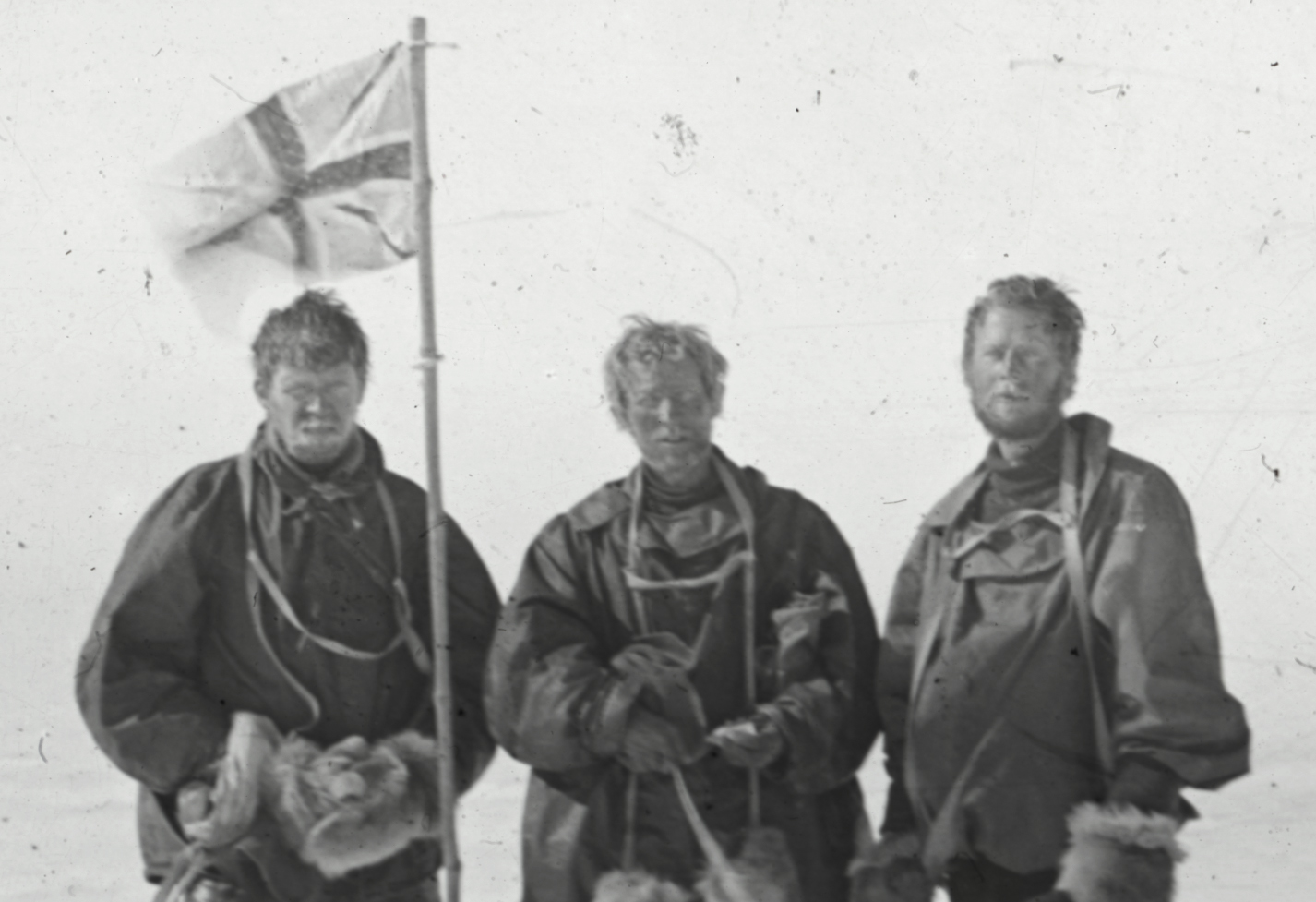
El médico expedicionario Mackay, Edgeworth David, y Douglas Mawson en al Polo sur magnético 16 de enero de 1909